# 淺草橋

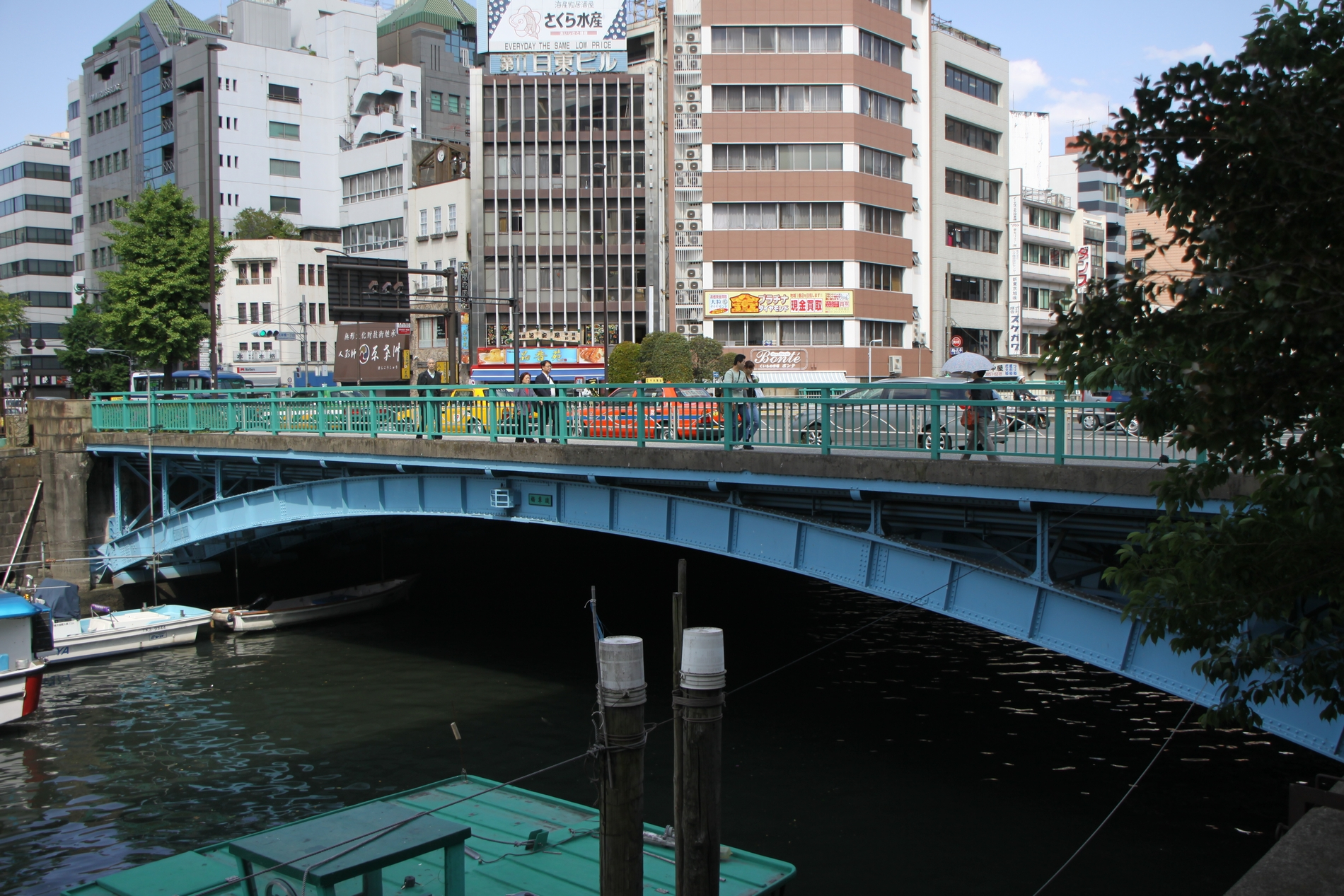
淺草橋

淺草橋（日语：／ Asakusabashi */?）是日本東京都神田川上的橋，也是台東區內的地名。

## 概要
此橋連通都心（中央區）與淺草（台東區），過去為淺草寺的門前橋（淺草橋御門）。江戶時代明曆大火之際，誤以為是「集體逃獄」的官吏將門關閉，造成兩萬名以上神田、日本橋的民眾喪生。
1873年，技術高超的肥後石工橋本勘五郎在此架橋，1930年利用當時最新的技術打造現在的淺草橋。
現在此地有許多人形與串珠飾品、雜貨、店鋪用品等批發商與商店。

## 淺草橋（町名）
淺草橋為東京都台東區的町名，下設淺草橋一丁目至五丁目。郵遞區號為111-0053。

### 地名由來
來自橋樑「淺草橋」。

### 沿革
- （昭和9年）：茅町、上平右衛門町、下平右衛門町、福井町一～二丁目、榊町、須賀町、新須賀町、新福井町、瓦町、向柳原町二丁目、猿屋町合併成立淺草橋一～三丁目。
- （昭和22年）：屬台東區。
- （昭和39年）：實施新住居表示，江戶通以東的淺草橋編入柳橋，其餘與淺草左衛門町、福井町三丁目、淺草餌取町、淺草向柳原町一～二丁目、淺草上平右衛門町（部分）、淺草新福井町（部分）、淺草藏前一丁目（部分）、淺草鳥越一～二丁目（部分）合併為現行的淺草橋。

## 地理
位於淺草地域南部，鄰千代田區（神田和泉町、神田佐久間町、東神田）與中央區（東日本橋）。
河川、橋
- 神田川
  - 左衛門橋
  - 淺草橋
  - 柳橋

## 交通
鐵路
- JR總武線■淺草橋站
- 都營地下鐵淺草線○淺草橋站

道路
- 國道6號

## 備註
1. ↑  住民基本台帳による町丁名別世帯人口数 平成２５年８月１日現在[永久]

## 外部連結
- 台東區官方網站